# Стадіон Південного ГЗК
Стадіон ПГЗК — стадіон у місті Кривий Ріг, на житломасиві ПівдГЗК, що в Інгулецькому районі на півдні міста. Домашня арена місцевого аматорського клубу ПГЗК (Південний гірничо-збагачувальний комбінат).

## Історія
Стадіон ПГЗК у Кривому розі збудували після відкриття Південного гірничо-збагачувального комбінату в 1955 році. Відомий тим, що 8 квітня 1994 року на відбувся матч між криворізьким «Кривбасом» та харківським «Металістом». Матч 23-о туру Вищої ліги України плановалося провести на домашній арені «Кривбасу» (стадіон «Металург»), але цей поєдинок перенесли на ПГЗК. На матч прийшло подивитися 5 тисяч уболівальників.